# Johan Petter Johansson

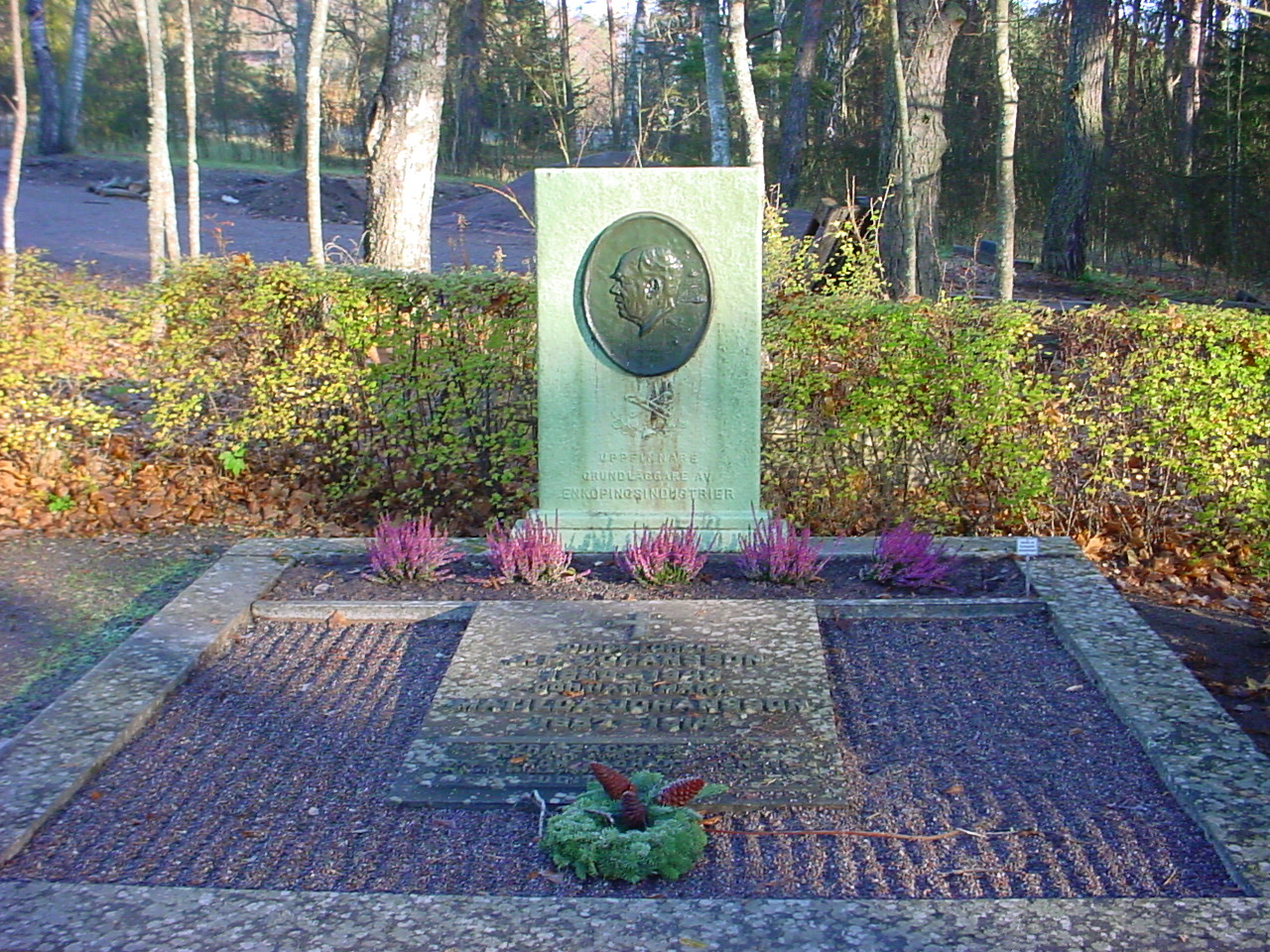
J. P. Johanssons gravvård på Vårfrukyrkogården i Enköping.

Johan Petter "JP" Johansson, född 12 december 1853 i Södra Härene socken i nuvarande Vårgårda kommun, död 25 augusti 1943 i Enköping, var en svensk uppfinnare.

## Biografi
Under hela sin barndom arbetade Johansson som vallpojke. Senare blev han hantlangare vid ångmaskinen på torvfabriken i Vårgårda. När järnvägen Stockholm-Westerås-Bergslagen byggdes arbetade han där som bland annat rallare och eldare. Efter avslutad militärtjänst fick Johansson tre års praktik på Munktells Mekaniska Verkstad i Eskilstuna. Efter planer på att flytta till Amerika erbjöd Munktell Johansson valfri tjänst på företaget för att få honom att stanna. Han arbetade då ett tag som uppfinnare och år 1883 gjorde han sin första uppfinning, en smörjkopp vilken Munktell tog patent på.
År 1886 bestämde han sig för att starta ett eget företag och flyttade till Enköping och öppnade Enköpings Mekaniska Verkstad. Från början låg verkstaden på det nuvarande Gustav Adolfs Plan, men flyttades kort därefter några kilometer från centrum till Fanna.
Där uppfann han rörtången vilken patenterades år 1888. Bara något år senare kom han med sin andra och mest kända uppfinning skiftnyckeln, slutligen patenterad år 1892. Johansson berättade:
| ” | ...jag hade bara en sats rörtänger och när en arbetare tog dem allihop med sig ut i bygden, så stod jag utan tänger. Man måste ju ha tänger för alla rördimensioner med sig, envar av dem tog endast en dimension och då fick man dra med sig ett helt tungt lass. Då slog det mig plötsligt en dag att det vore bra att ha ställbara rörtänger. Jag konstruerade den första ställbara rörtången, som tog flera dimensioner, fick patent på den och - övergick från att vara reparatör till att bli konstruktör och fabrikör. Jag fann att det var behagligare att skriva räkning på en levererad fabriksvara än att utföra reparationer som alltid ansågs för dyra.. | „ |

Samma år slöts avtal med B A Hjorth & Co och genom dem såldes J.P. Johanssons verktyg till hela världen. B A Hjorth & Co fick ensamrätt på försäljningen år 1902. Skiftnyckeln gjorde succé, efterfrågan ökade och efter att verkstaden byggdes ut ökade också produktionen. I takt med att uppfinningarna blev fler växte verksamheten och 1914 slogs Enköpings mekaniska verkstad ihop med AB Enköpings Maskinfabrik under det nya namnet AB Enköpings Verkstäder bildades med J.P. Johansson som VD i företaget. År 1916 ombildades aktiebolaget till dotterbolag under B A Hjorth & Co. Hjorth och Johanssons ende son, Hannes Brynge, övertog då ledarskapet för dotterbolaget. 
Uppfinnandet fortsatte och år 1909 uppfann han sockertången som är en gripklo med fjäder. Han kom på idén efter att ha kommit hem smutsig om fingrarna och grävt i sockerskålen och då fått en tillsägelse av sin fru. År 1928 uppfann han dörrknäppet till skåpdörrar så att de inte skulle flyga upp. Hans sista uppfinning var en lampställare till Triplexpendeln han uppfann år 1917. Det var en elektrisk pendelarmatur med svängande belysning från en rörlig arm. 
J.P. Johansson avled i augusti 1943 precis före sin 90-årsdag. Under sin livstid lyckades han åstadkomma drygt 110 patenterade uppfinningar. Idag finns J P Johansson-sällskapet för att bevara minnet av honom och en staty föreställande en skiftnyckel återfinns också vid en av stadens infarter. Johansson öppnade 1886 en mekanisk verkstad i Enköping. Där uppfann han två verktyg som kommit att bli mycket viktiga: den ställbara rörtången (patent år 1888) och skiftnyckeln (patent åren 1891 och 1892). Idén till de nya verktygen fick han efter att ha tröttnat på att släpa med sig hela uppsättningar verktyg i många olika dimensioner varje gång han skulle ut på reparationsuppdrag.
Johansson startade och ledde sin egen verktygstillverkning, men 1914 sålde han det till Bahco (BA Hjort & Co.), som idag är Enköpings största företag och har hunnit tillverka över 100 miljoner skiftnycklar.
Johansson gjorde sammanlagt 118 uppfinningar och många används fortfarande runt om i världen. Bland annat experimenterade han med elektrisk armatur och startade 1919 en fabrik för tillverkning av arbetsbelysning, vilket ledde till det så kallade pendelljuset Triplex med svängande belysning från rörlig arm. Syftet var att förbättra förhållandena i arbetslokaler på bland annat sjukhus, kontor och i industribyggnader.
Produktionen av lampan återupptogs senare och kan ses som en föregångare till dagens inställbara skrivbordslampor. Som ett minne av Johansson har en gata i Enköping fått hans namn, J.P. Johanssons gata.

## Urval av uppfinningar
- 1883: Smörjkopp

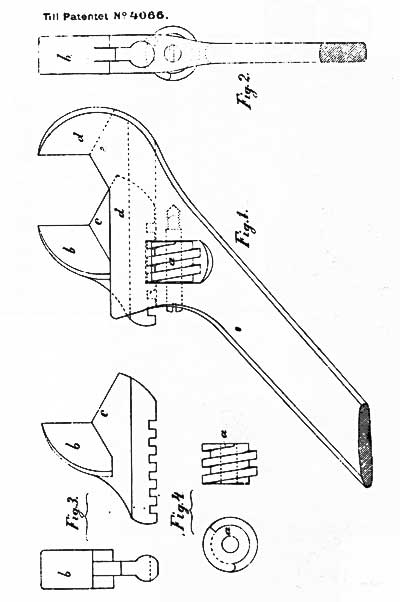
Illustration till Johanssons svenska patent nr 4066 på Ställbar skrufnyckel från 1892

- 1887: Gjorde en revolutionerande nykonstruktion till tröskverk.
- 1888: Uppfann den ställbara rörtången, patenterad 17 augusti år 1888.
- 1890: Framställde klövernötningsmaskinen, ett effektivt jordbruksredskap.
- 1891: Erhöll på hösten patent på en ställbar skruvnyckel med två rörliga käftar.
- 1892: Utvecklade denna genom att göra den ena av käftarna fast och anpassa verktygets utformning därefter. Skiftnyckeln är nu uppfunnen tilläggspatentreg. Den 11 maj.
- 1909: Sockertången med fjäder o gripklo, Registrerad 3 feb.
- 1919: Johansson blev färdig med utvecklingen av den så kallade Triplex-pendeln med svängande belysning från rörlig arm. Syftet: att förbättra förhållandena i arbetslokaler på sjukhus, kontor med mera.
- 1923: Piprensaren uppfanns av J. P. och P. G. Salwén.
- 1928: Uppfann dörrknäppet, till bland annat skåpdörrar.
- 1940: Johanssons sista uppfinning, en lampställare till Triplex-pendeln, pat.reg. den 22 aug.